# Đavolja Varoš
Đavólja Varoš ali Djavólja Varoš (srbsko Ђавоља варош, v prevodu »Vražje mesto«) je kamnita formacija stolpičev, nastala kot posledica dejavne erozije. Đavolja Varoš se nahaja v južni Srbiji na gori Radan, na desnem bregu Žute reke, v porečju reke Toplice blizu mesta Kuršumlije.
Stolpiči iz kamna in prsti segajo od 2 pa tudi do 15 metrov visoko in so v spodnjem delu široki 2 do 6 metrov,  na vrhu pa 1 do 2 metra.Andezitski kamniti bloki z nekaj deset centimetri širine ščitijo šibko povezan piroklastični material, ki leži pod njimi  pred vetrovi in vremenskimi nevšečnostmi, to pa omogoča nastanek kamnitih stolpičev. Đavolja Varoš se razprostira na približno 4.300  do  4.500 m2. S področjem Đavolje Varoši so povezani bližnji hidrološki pojavi. Eden od njih je Đavolja voda  (srbsko Ђавоља вода, v prevodu »Vražja voda«), zelo mineraliziran vrelec, ki naj bi bil po izročilu zdravilen, drugi pa je Crveno vrelo (srbsko Црвено врело, v prevodu »Rdeči vrelec«).  Voda je rdeče barve, okoliške formacije pa so različnih barv, kar daje področju poseben pečat.
Lazarević predpostavlja, da je Đavolja Varoš nastala kot posledica srednjeveške vzreje živine in izsekavanja gozdov. Đavolja Varoš se pod vplivi erozije ves čas spreminja- stolpiči nastajajo, rastejo, se preoblikujejo in izginjajo in ta menjava poteka že stoletja. Te spremembe v obliki formacije so vidne tudi v teku enega človeškega življenja.
Spremembe v oblikah nenavadnih figur je pri ljudeh ustvarilo prepričanje, da je na delu roka hudiča, zato so jih imenovali »Vražje mesto«. Po srbskem izročilu tamkaj na grebenu nad rečno dolino vragi zidajo hiše.
Đavolja Varoš je od leta 2003 v postopku pridobivanja statusa UNESCOVE dediščine. 

## Zunanji viri
- The Djavolja Varos (Devil's Town) Natural Landmark, UNESCO, pridobljeno 29.05.2013.
- Djavolja Varos- uradna stran Đavolje Varoši
- video posnetek Đavolje Varoši